# Festival de Jazz de Niza
El Festival de Jazz de Niza, es un evento musical que se celebra anualmente en la localidad francesa de Niza, en la Costa Azul, desde 1971. Tuvo una primera edición en el año 1948, siendo el primer festival internacional de jazz relevante en Europa. El festival se recuperó en 1971 y actualmente es uno de los más prestigiosos de cuantos se celebran en el Viejo Continente.

## Historia
La primera edición del festival fue organizada en febrero de 1948 por Jacques Hebey, bajo la dirección artística del musicólogo Hugues Panassié. Contó con las actuaciones del trompetista Louis Armstrong y del guitarrista Django Reinhardt como cabezas de cartel.
El festival fue recuperado por la ciudad en 1971. En 1974 se hizo cargo de la organización el veterano productor estadounidense George Wein, creador del Newport Jazz Festival. Las actuaciones se reparten entre tres escenarios al aire libre, durante ocho días del mes de julio. A lo largo de los años han pasado por ellos artistas como Lionel Hampton, Dizzy Gillespie, Ray Charles, Ella Fitzgerald, Helen Humes, Herbie Hancock o Miles Davis. Tras la edición de 1994, el festival abrió las puertas a diversos géneros musicales como el Pop, el reggae y otras músicas del mundo.
La edición de 2016, que debía comenzar el 16 de julio, fue suspendida debido al atentado que sufrió la ciudad el 14 de julio, cuando un camión irrumpió en el Paseo de los Ingleses atropellando mortalmente a 85 personas.